# Bertrand Meyer
Bertrand Meyer (Párizs, 1950. november 21.–) francia informatikus, egyetemi tanár, az Eiffel programozási nyelv megalkotója.

## Életpályája
A párizsi műszaki egyetemen, majd a Stanford Egyetemen szerzett oklevelet. Doktori címet az Université de Nancy-n szerzett. Előbb Franciaországban, majd az Egyesült Államokban dolgozott mérnökként és oktatóként. 2001 októberétől a zürichi ETH informatika professzora. Megalapítója, és 2006-tól 2011-ig elnöke az Informatics Europe egyesületnek, amely az európai informatikai tanszékek és karok tudományos szervezete.

## Munkássága
Meyer az egyszerű és elegáns programozási nyelvek híve, elsők között terjesztette az objektumelvű programozást. Az Object-Oriented Software Construction c. művét ebben a témában az egyik legjobb könyvnek tartják. Az Eiffel programozási nyelv megalkotója. Ezt a nevet azért választotta, mert ezzel is szerette volna kifejezni, hogy mennyire fontosnak tartja az időre elkészült, pontos munkákat, ahogy annak idején az Eiffel-torony erről is nevezetes lett. A szerződésalapú programozás fejlesztői módszer (Design by Contract) megteremtője.  Az Eiffel programozási nyelv hatással volt a Java, C# és Python programozási nyelvekre.

## Kitüntetései
- Dahl-Nygaard Award, 2005
- A szentpétervári (2004) és New York-i egyetemek (2005) díszdoktora
- ACM Software System Award, 2006
- Harlan Mills Award (IEEE Computer Society), 2009

## Fordítás
- Ez a szócikk részben vagy egészben  a   Bertrand Meyer című angol Wikipédia-szócikk fordításán alapul.  Az eredeti cikk szerkesztőit annak laptörténete sorolja fel. Ez a jelzés csupán a megfogalmazás eredetét és a szerzői jogokat jelzi, nem szolgál a cikkben szereplő információk forrásmegjelöléseként.